# Pál Dárdai (Fußballspieler, 1951)
Pál Dárdai (* 9. Mai 1951 in Véménd; † 8. Dezember 2017) war ein ungarischer Fußballspieler und -trainer.

## Werdegang
Dárdai debütierte 1972 für Komlói Bányász in der Nemzeti Bajnokság, stieg mit dem Verein aber 1973 aus der höchsten Spielklasse ab. 1974 wechselte er zurück in die erste Liga und schloss sich Pécsi Mecsek FC an. Auch hier stieg er am Ende seiner ersten Spielzeit in die Zweitklassigkeit ab, 1977 gelang der Wiederaufstieg. Im folgenden Jahr erreichte er mit der Mannschaft das Endspiel um den ungarischen Landespokal. Dort schossen er und István Varga den Klub zur 2:0-Halbzeitführung, Ferencváros Budapest drehte jedoch in der Verlängerung das Spiel und gewann letztlich mit 4:2. Bis 1985 lief er in fast 300 Ligaspielen für den Verein auf.
Anfang 1986 wechselte Dárdai zum FK Vojvodina in die jugoslawische Prva Liga. Im Sommer stieg er mit der Mannschaft in die zweite Liga ab. In der Spielzeit 1988/89 kehrte er noch einmal für ein Spiel zu Pécsi Mecsek FC zurück.
Nach dem Ende seiner aktiven Laufbahn war Dárdai als Trainer für verschiedene ungarische Vereine tätig, unter anderem betreute er in den 1990ern seine ehemaligen Klubs Komlói Bányász und Pécsi Mecsek FC. In den 2000ern trainierte er mehrere Spielzeiten Barcsi SC in der Nemzeti Bajnokság II.

## Privates
Dárdai war der Vater der Fußballspieler Balázs und Pál Dárdai. Páls Söhne Palkó, Márton und Bence sind ebenfalls Fußballspieler. Seine Söhne betreute er jeweils als Trainer.